# National Metal and Steel

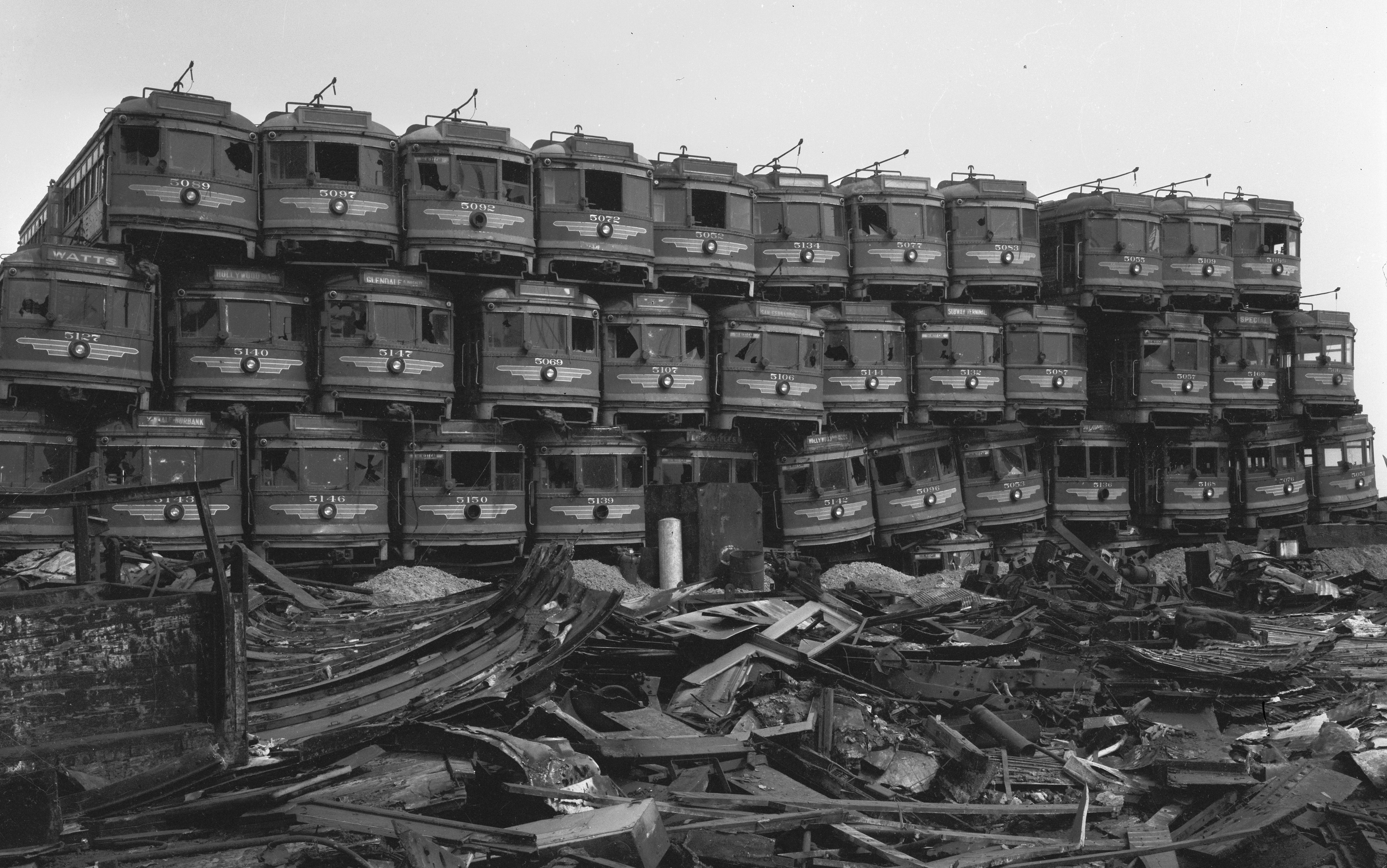
Des wagons rouges plaqués de la Pacific Electric Railway en attente de démolition dans les installations de Terminal Island.

National Metal and Steel Corporation est une entreprise de ferraillage engagée dans des opérations de démantèlement de navires à Terminal Island dans la région du port de Los Angeles de la ville de Los Angeles, en Californie.
Le président de National Metal and Steel était Harry Faversham.

## Histoire
National Metal and Steel était la destination finale de nombreux navires déclassés de la marine américaine (US Navy).
En 1953, elle a été la première entreprise américaine à exporter de la ferraille vers le Japon d'après-guerre.
Elle a assuré la démolition de nombreux wagons rouges de la Pacific Electric Railway et de wagons jaunes de la Los Angeles Railway à la suite de la suppression de ces systèmes de transport public dans la région de Los Angeles (Greater Los Angeles Area).
Un certain nombre de locomotives articulées AC-9, très lourdes et alimentées au charbon, de la Southern Pacific, ont également été démolies ici. Pour des raisons opérationnelles, ces locomotives n'étaient utilisables qu'au Nouveau-Mexique et au Texas, et n'étaient que très rarement exploitées ailleurs sur le réseau de la Southern Pacific pour des raisons de dégagement.
Les opérations sur Terminal Island ont cessé le 1er janvier 1986 lorsque la société a perdu cette installation au profit d'un projet d'expansion du port. National Metal and Steel a maintenu son siège dans la ville voisine de Carson.

## Source
- (en) Cet article est partiellement ou en totalité issu de l’article de Wikipédia en anglais intitulé « National Metal and Steel » (voir la liste des auteurs).